# 勒鲁塞-马里济
勒鲁塞-马里济（法語：Le Rousset-Marizy，法語發音：[lə ʁusɛ maʁizi]）是法国索恩-卢瓦尔省的一个市镇，属于沙罗勒区。该市镇于2016年由原市镇勒鲁塞和马里济合并而成，行政中心位于马里济。

## 地理
勒鲁塞-马里济（46°34'5"N, 4°24'32"E）面积55.49 平方千米，位于法国勃艮第-弗朗什-孔泰大區索恩-卢瓦尔省，该省份为法国中部省份，北起顺时针与科多尔省、汝拉省、安省、罗讷省、卢瓦尔省、阿列省和涅夫勒省接壤。
与勒鲁塞-马里济接壤的市镇（或旧市镇、城区）包括：圣罗曼苏古尔东、巴洛尔、拉吉什、马蒂尼勒孔特、普尤、古尔东、吉河畔舍瓦尼、圣马塞兰德克赖、馬里。
勒鲁塞-马里济的时区为UTC+01:00、UTC+02:00（夏令时）。

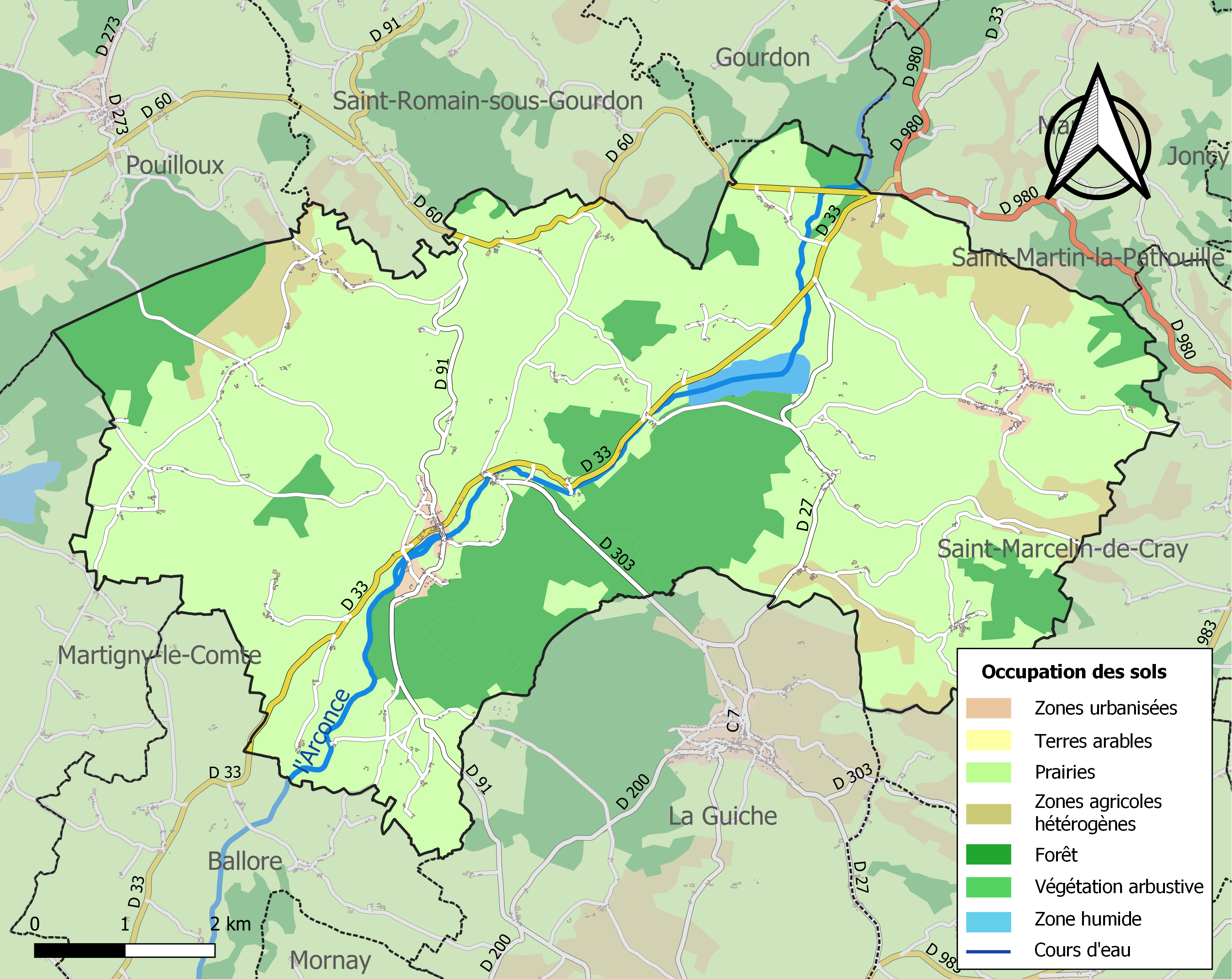
勒鲁塞-马里济的OSM定位图

## 行政
勒鲁塞-马里济的邮政编码为71220，INSEE市镇编码为71279。

## 政治
勒鲁塞-马里济所属的省级选区为沙罗勒县。

## 人口
勒鲁塞-马里济于2022年1月1日时的人口数量为603人。